# 8652 Acacia
8652 Acacia (1990 EA5) là một tiểu hành tinh vành đai chính được phát hiện ngày 2 tháng 3 năm 1990 bởi E. W. Elst ở Đài thiên văn Nam Âu.